# Catherine Melain
Catherine Melain (nacida el 19 de mayo de 1974 en Rennes, Francia) es una exjugadora de baloncesto francesa. 